# Gcina Mhlophe

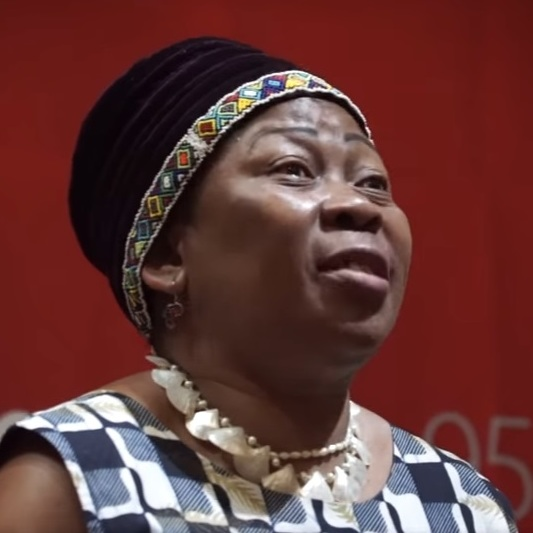
Gcina Mhlophe (2016)

Nokugcina Elsie Mhlophe-Becker [ˈɡǀʱina mˈɬopʰɛ] (* 24. Oktober 1958 in Durban; geboren als Nokugcina Elsie Mhlophe) ist eine südafrikanische Schriftstellerin, Geschichtenerzählerin und Schauspielerin.

## Leben
Gcina Mhlophe wurde in Durban in der damaligen südafrikanischen Provinz Natal geboren. Ihre Mutter war Xhosa, ihr Vater Zulu. Sie arbeitete als Nachrichtensprecherin bei Press Trust und BBC Radio, dann 1982–1983 als Autorin für Learn and Teach, ein Magazin zur Verbesserung der Lesefähigkeit. Ihr Timbre führte schließlich dazu, dass sie öffentlich als Schauspielerin und Geschichtenerzählerin auftrat. Seitdem trat Mhlophe sowohl in südafrikanischen Townships als auch in zahlreichen Städten Europas und anderer Länder auf. 1983 spielte sie eine Hauptrolle in dem Stück Umongikazi: The Nurse von Maishe Maponya. 1985 schrieb sie ihr bekanntestes Theaterstück, das autobiographische Have You Seen Zandile? In dem Stück geht es um das Mädchen Zandile, das bei seiner liebevollen Großmutter aufwächst, dann aber zur Familie der Mutter in die Transkei ziehen muss. Themen sind das karge Landleben, die Dominanz der „Weißen“ und die Rolle der schwarzen Mädchen und Frauen in Südafrika. 1986 spielte sie eine Hauptrolle in dem Kinofilm Place of Weeping (auf Deutsch als: Afrika – Land der Hoffnung), der als erster in Südafrika gedrehter Anti-Apartheidskinofilm gilt. Im selben Jahr spielte Mhlophe eine weitere Hauptrolle in dem Film Born in the RSA nach dem gleichnamigen Theaterstück, in dem sie dieselbe Rolle gespielt hatte. Als Regisseurin und Hauptdarstellerin führte sie Have You Seen Zandile? auf, mit dem sie anschließend auch im Ausland erfolgreich war und für das sie mehrere Preise erhielt. 1989 bis 1990 war sie Resident Director des Market Theatre in Johannesburg. Mhlophe ist Mitbegründerin der Gruppe Zanendaba Storytellers, deren Ziel die Förderung der Lesefähigkeit ist. 1994 wirkte sie an dem Album The Gift of the Tortoise von Ladysmith Black Mambazo mit. Im Folgejahr zählte sie zu den Autoren einer Adaption von Bertolt Brechts Der gute Mensch von Sezuan. 1999 wurde die neunteilige SABC-Fernsehserie Gcina and Friends ausgestrahlt, in der Mhlophe mit ihren Geschichten im Mittelpunkt stand und zu der sie die Musik komponiert hatte. 2000 trat sie in Peter und der Wolf an der Komischen Oper Berlin auf.
Gcina Mhlophe wurde in die Anthologie Daughters of Africa aufgenommen, die 1992 von Margaret Busby in London und New York herausgegeben wurde.
Im Mittelpunkt ihres Wirkens steht das Erzählen von Geschichten, um die Erinnerung an die Traditionen am Leben zu erhalten und um Kinder zum Lesen zu animieren. Das Erzählen der Geschichten verbindet sie mit Gesang, Tanz und Schauspielerei. Gcina Mhlophe erzählt ihre Geschichten in vier Sprachen Südafrikas: Englisch, Sesotho, isiZulu und isiXhosa. Die Geschichten verbinden Tradition und aktuelle Themen. Sie wurden in viele Sprachen übersetzt, unter anderem ins Deutsche und Japanische. Mhlophe trat in vielen Ländern auf, etwa in Deutschland mit dem kamerunischen Schriftsteller Francis Bebey. Sie hielt zahlreiche Workshops zum Erzählen von Geschichten ab. Am 8. Juli 2006 nahm sie in Berlin an der Abschlussfeier der FIFA-Weltmeisterschaft teil und trug dort eine Geschichte vor.
Mhlophe fördert den Bau von Bibliotheken im ländlichen Bereich und deren Ausstattung mit Büchern, die für die Nutzer kulturell relevant sind, unter anderem mit dem Projekt Nozincwadi (Mutter der Bücher).
Gcina Mhlophe ist mit einem Deutschen verheiratet und hat eine Tochter. Die Familie lebt in Durban.

## Auszeichnungen
- 1987: Obie Theatrical Award (New York) für die Hauptrolle in Born in the RSA
- 1987: Fringe First Award (Edinburgh) für Have You Seen Zandile?
- 1988: Joseph Jefferson Award (Chicago) als beste Schauspielerin für Have You Seen Zandile?
- 1988: Nominiert für den Sony Award für das beste Radio-Hörspiel der BBC Radio Africa für Have You Seen Zandile?
- 1991: Nominiert für den Noma Award für Queen of the Tortoises
- 1994: Bookchat Award (BC Magazine, Südafrika) für Molo Zoleka
- 1994: Ehrendoktorwürde der Open University, London
- 1996: Carl Lohann-Preis für Kinderbücher
- 1998: Ehrendoktorwürde der University of Natal, Durban
- 1999: Namibian Children’s Book Forum Award für Nalohima, the Deaf Tortoise
- 2016: 100 Women 2016 der BBC

## Bibliografie
- 1988: Have You Seen Zandile? Skotaville
- 1989: The Snake with Seven Heads. Skotaville, Johannesburg (Kinderbuch, übersetzt in fünf afrikanische Sprachen)
- 1990: Queen of the Tortoises. Skotaville, Johannesburg (Kinderbuch)
- 1992: The Singing Dog. Skotaville, Johannesburg (Kinderbuch)
- 1994: Molo Zoleka. New Africa Education (Erstausgabe auf isiZulu; auch auf Englisch, isiXhosa und Siswati erschienen)
- 1995: MaZanendaba – A Mother’s Search for Stories (Kinderbuch)
  - Wie die Geschichten auf die Welt kamen. Peter Hammer, Wuppertal 1998, ISBN 3-87294-809-1
- 1996: Love Child. Peter Hammer, Wuppertal 1996, ISBN 3-87294-714-1 (Erstausgabe auf Deutsch)
- 1999: Fundukazi’s Magic. Cambridge University Press, Cambridge (mit CD)
- 1999: Das Lachen Afrikas. Peter Hammer, Wuppertal, ISBN 978-3872948250
- 1999: Nalohima, the Deaf Tortoise. Gemsbok
- 2002: An African Mother Christmas. Maskew Miller Longman, Kapstadt (mit CD)
- 2003: Stories of Africa. 2. Auflage. University of Natal Press, Pietermaritzburg (Kinderbuch)
- 2003: Stars of Africa: Queen of Imbira. Maskew Miller Longman, Kapstadt (Schulbuch)
- 2006: Our Story Magic. University of KwaZulu-Natal Press, Pietermaritzburg (Kinderbuch)
- 2009: African Tales – A Barefoot Collection. Barefoot Books

## Filmografie
- 1986: Afrika – Land der Hoffnung (Place of Weeping)
- 1986: Born in the RSA
- 1988: Palesa
- 1990: Songololo (kanadische Produktion)
- 1992: Travelling Songs
- 1995: Prisoners of Hope (US-amerikanische Produktion)
- 1999: Gcina and Friends (Fernsehserie)

## Diskografie

### Alben
- 1993: Music for Little People
- 1997: Die Welt erzählt
- 1998: Der Zauber der Schildkröte. Hörspiel des WDR. Patmos, Düsseldorf, ISBN 978-3-491-24030-8, 2010 bei Sauerländer wiederveröffentlicht, ISBN 978-3794185535
- 2001: Nozincwadi, Mother of Books. Maskew Miller Longman (CD und Buch)
- 2009: Songs & Stories of Africa (CD, African Cream Music, South-African-Music-Awards-Gewinner 2010 für das beste englischsprachige Album für Kinder)